# Yèvres
Yèvres település Franciaországban, Eure-et-Loir megyében. Lakosainak száma 1673 fő (2022. január 1.). Yèvres Mottereau, Brou, Gohory, Unverre, Vieuvicq, Vald'Yerre és Dangeau községekkel határos.

## Népesség
A település népessége az elmúlt években az alábbi módon változott:
| Lakosok száma | 1211 | 1458 | 1676 | 1711 | 1723 | 1680 | 1647 | 1616 | 1635 | 1673 |
|               | 1968 | 1982 | 1990 | 2006 | 2013 | 2015 | 2017 | 2019 | 2020 | 2022 |